# صالة كاريوكا 1

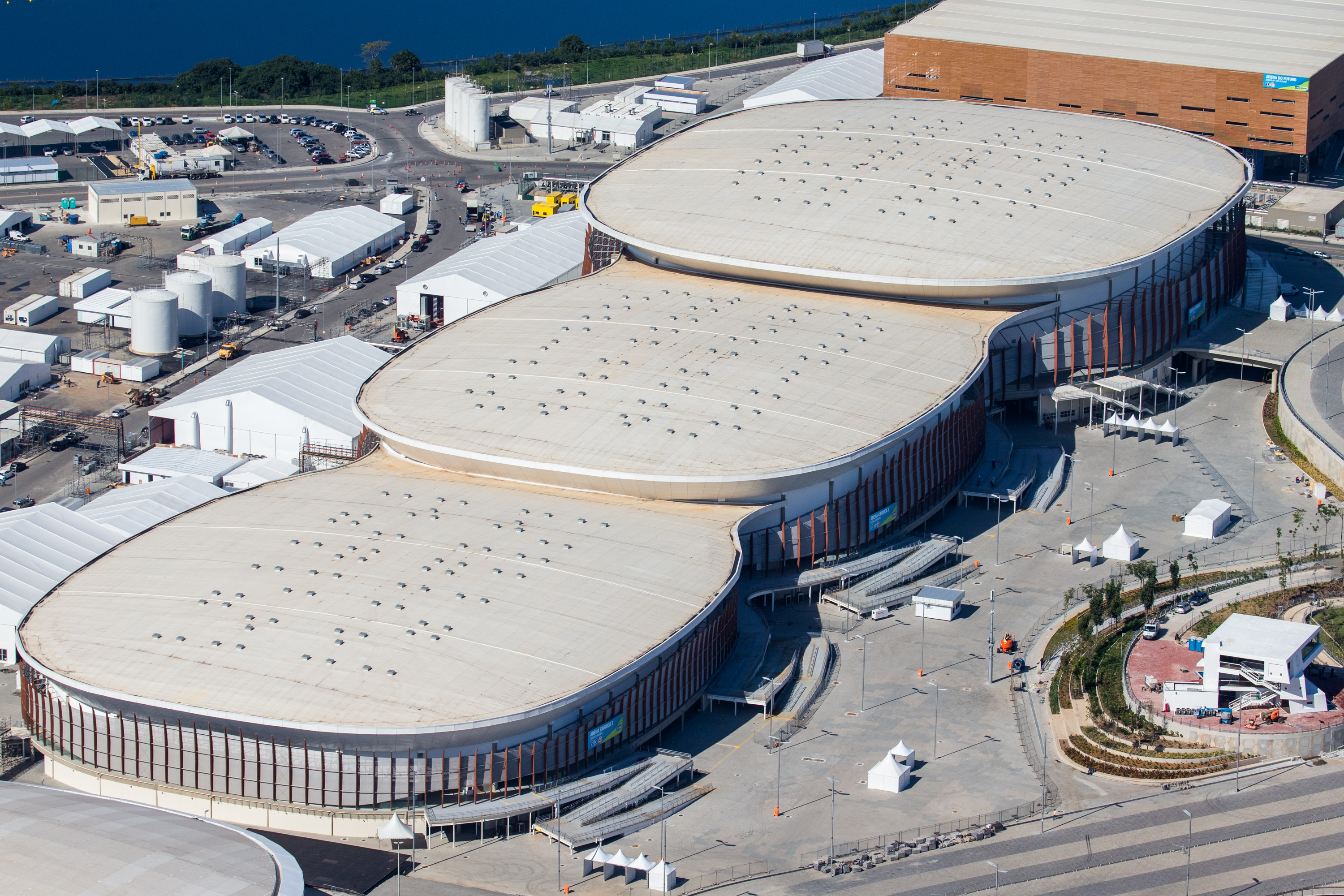
ساحة كاريوكا 1.

صالة كاريوكا (بالبرتغالية: Arena Carioca 1‏) ملعب مسقوف في بارا دا تيجوكا في المنطقة الغربية من ريو دي جانيرو، البرازيل. تم افتتاحه في العام 2016. استضاف الملعب منافسات كرة السلة في الألعاب الأولمبية الصيفية 2016 وكذلك منافسات كرة السلة على الكرسي المتحرك ومنافسات الرجبي على الكرسي المتحرك في الألعاب البارالمبية الصيفية 2016. صالة كاريوكا 1 تحولت بعد الدورة إلى جزء من مركز التدريب الأولمبي.